# Cola en cruz

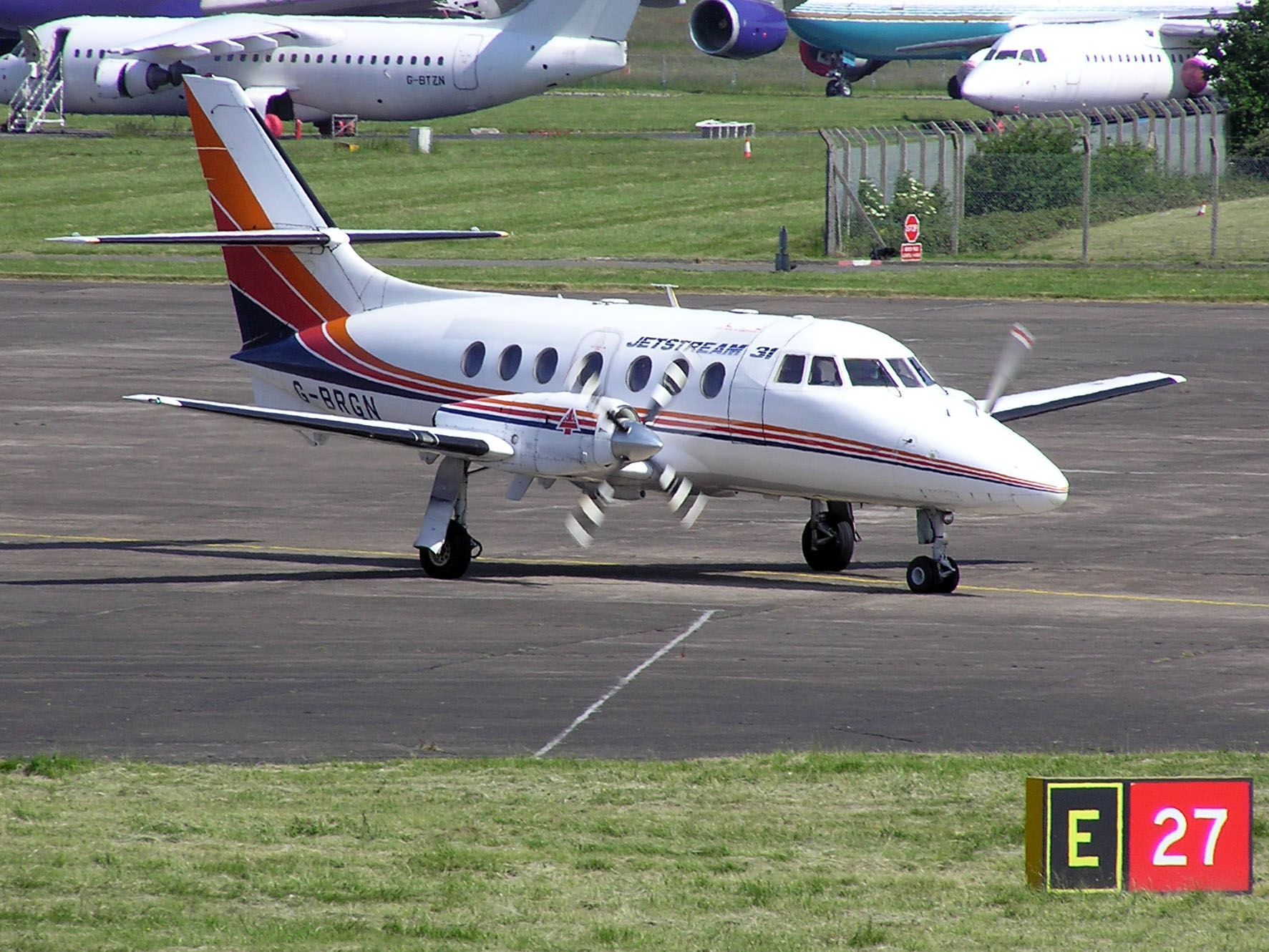
British Aerospace Jetstream con cola en cruz

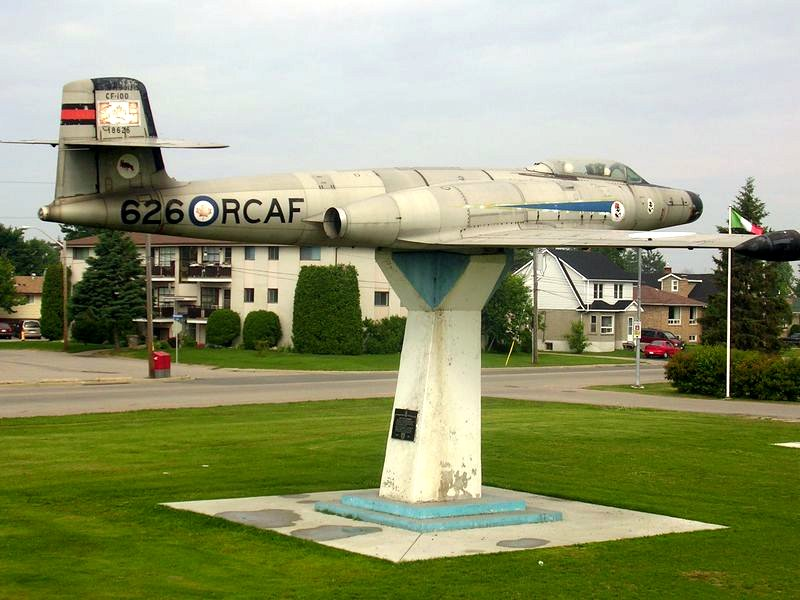
Vista del diseño cruciforme de la cola del Avro Canada CF-100 Canuck

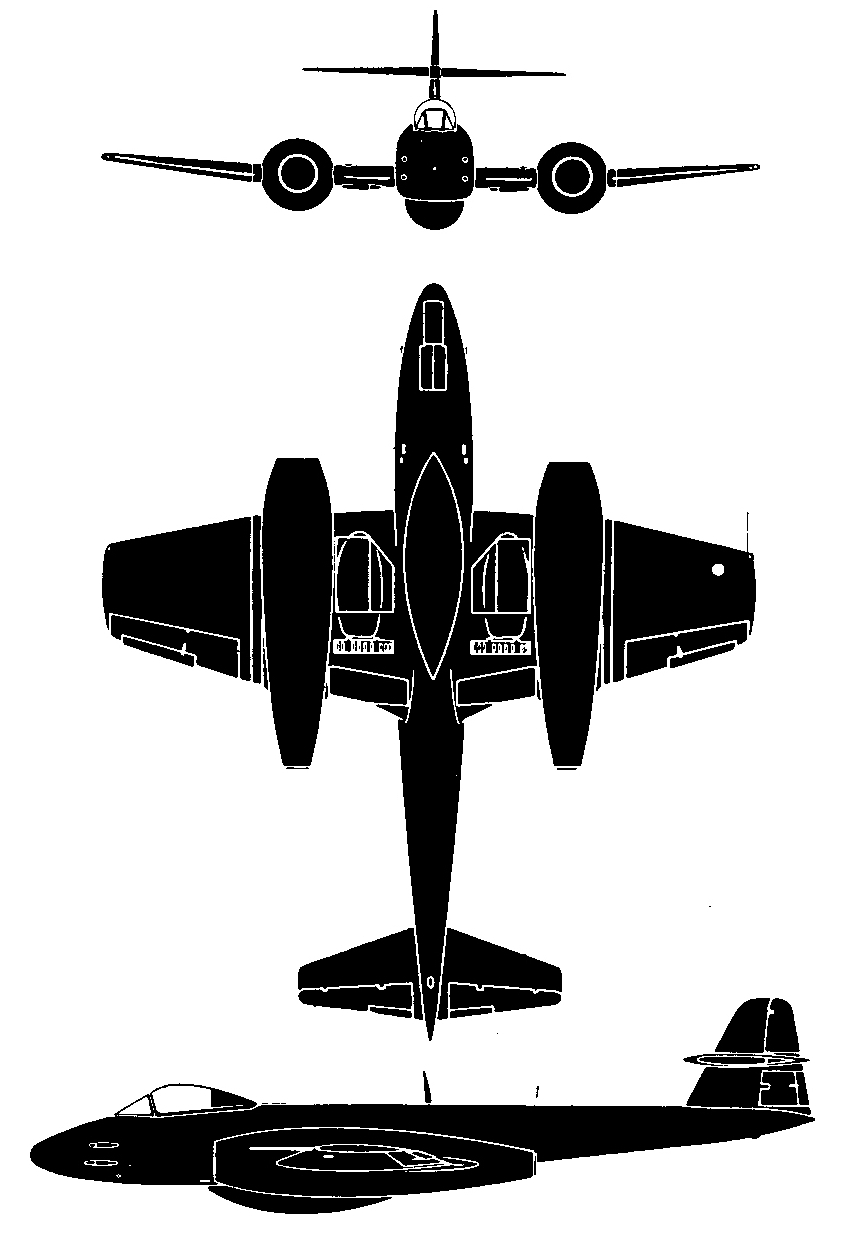
Cola en cruz de un Gloster Meteor, especialmente visible en la vista de más arriba

En aeronáutica, se denomina cola en cruz o cola cruciforme a un tipo de configuración de la cola de un avión que vista desde la parte delantera o trasera del avión, recuerda a la forma de una cruz. La disposición habitual consiste en hacer que el estabilizador horizontal interseque la deriva vertical en algún lugar cerca del centro, y por encima de la parte superior del fuselaje. El diseño se usa a menudo para ubicar el estabilizador horizontal lejos del escape del reactor, de la hélice o de la estela del ala, así como para proporcionar un flujo de aire sin perturbaciones al timón.

## Aplicaciones
- Avro Canada CF-100 Canuck
- British Aerospace Jetstream / 32
- BAe Jetstream 41
- Britten-Norman Trislander
- Canadair CL-215
- Cessna A-37 Dragonfly
- Cessna Citation - Solo variantes de Excel, Sovereign y Latitude
- Cessna T303 Crusader
- Cessna T-37 Tweet
- Consolidated PBY Catalina
- Dassault Falcon 10 / 100
- Dassault Falcon 20 / 200
- Dassault Falcon 50
- Dassault Falcon 5X
- Dassault Falcon 7X
- Dassault Falcon 7X
- Dassault Falcon 900
- Dassault Falcon 2000
- de Havilland Canada DHC-3 Otter
- Dornier Do 335
- Douglas A-4 Skyhawk
- Fairchild C-26 Metroliner
- Fairchild Swearingen Metroliner
- Gloster Meteor
- Handley Page Jetstream
- Hawker Hunter
- Ivanov ZJ-Viera
- Lake Buccaneer
- Lockheed JetStar
- McDonnell FH Phantom
- McDonnell F2H Banshee - solo variantes tempranas[N 1]
- Messerschmitt Bf 109

(Variantes Bruno,Cesar,Dora,Emil,Friedrich,Gustav,Karl y H)
- Messerschmitt Me 262
- Mikoyan-Gurevich MiG-15
- Northrop YC-125 Raider
- Piccard Eureka
- PZL Bielsko SZD-50 Puchacz
- Republic F-84 Thunderjet
- Republic F-84F Thunderstreak/RF-84F Thunderflash
- Republic XF-84H
- Roberts Cygnet
- Rockwell B-1 Lancer
- Rockwell Commander 112 / 114
- Scaled Composites White Knight Two
- Stratos 714
- Sud Aviation Caravelle
- Swearingen Merlin
- US Aviation Cumulus
- Westland Whirlwind